# Anna Doyle Wheeler
Anna Doyle Wheeler (Fennor Parish, Tipperary, 1785 - Londres, 1848) fou una feminista i cooperativista irlandesa.
Era filla d'un canonge. No va tenir educació formal, però aprengué a llegir, a escriure, a més de francés, geografia i política. Es casà a l'edat de 15 anys, amb Francis Massey Wheeler, amb qui va tenir dues filles. Davant l'alcoholisme de l'espòs, primer es refugià en la lectura i després se'n separà al 1812 i va anar a viure a la casa d'un oncle a Guernsey.
El 1815 s'establí a Londres perquè les seues filles poguessen anar a escola. En morir l'espòs al 1820, per a ser independent econòmicament traduïa a l'anglés obres d'autors francesos cooperativistes, especialment de Charles Fourier, a qui va conéixer el 1823. De llavors ençà es va moure entre Londres, París, Caen, Dublín, entre d'altres, per a defensar les idees socialistes i feministes.
A Londres conegué Robert Owen, Jeremy Bentham i Frances Wright i fou molt amiga de William Thompson. El 1825, provocats per un article Sobre el govern, de James Mill, que rebutjava la participació política de les dones, Thompson i ella van escriure La demanda de la meitat de l'espècie humana, les dones. Thompson el descriu com a obra conjunta seua i d'Anna Doyle.
El 1829 feu a Londres una conferència feminista sobre els drets de les dones, en què rebutjava els arguments de superioritat masculina, i el 1830 el British Cooperator li publicà The Rights of Women. Des del 1832 va participar amb altres feministes, com Flora Tristan, en la publicació del diari Tribune des femmes. El 1833, The Crisis va publicar la seua Carta de Vlasta, sobre els drets de les dones i l'amor de parella. Es va sentir molt afectada per la mort de Thompson, a qui anomenava "estimat company". El 1840 hagué d'abandonar l'activitat pública per motius de salut, però en continuà la correspondència política. Convidada per les seues amigues feministes a participar en els esdeveniments revolucionaris del 1848 a França, fou impossible perquè va morir el mateix any.(1)